# Újvilág

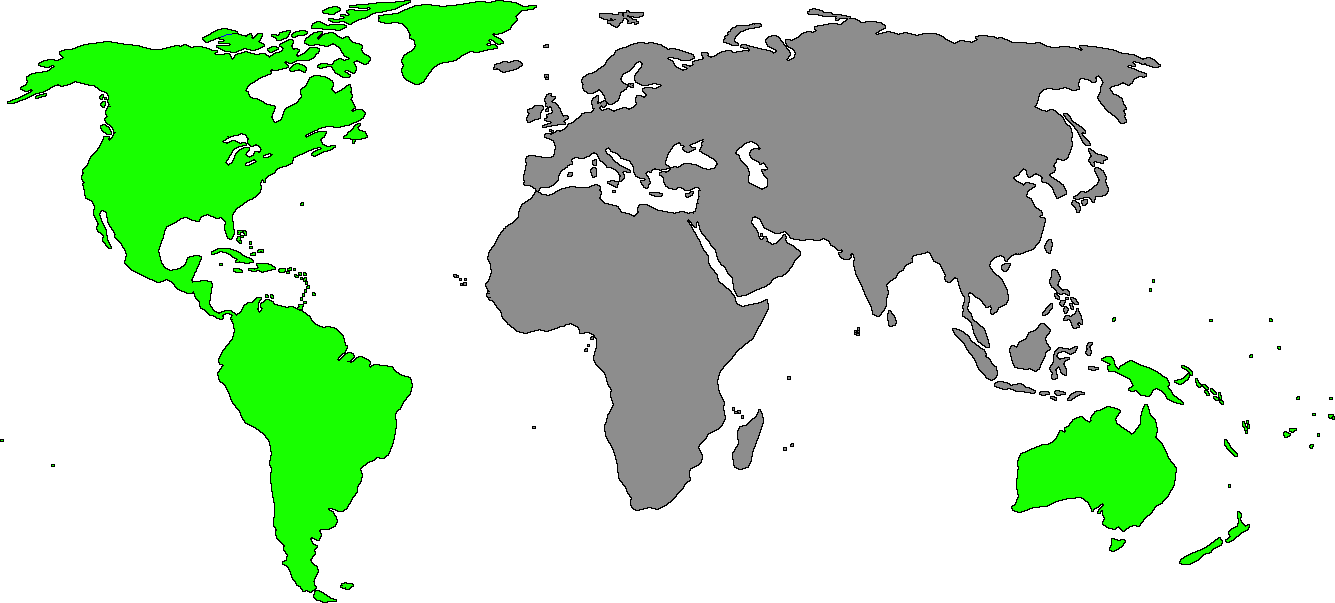
Az Újvilág (zöld színnel) és az Óvilág (szürke színnel) mai térképen

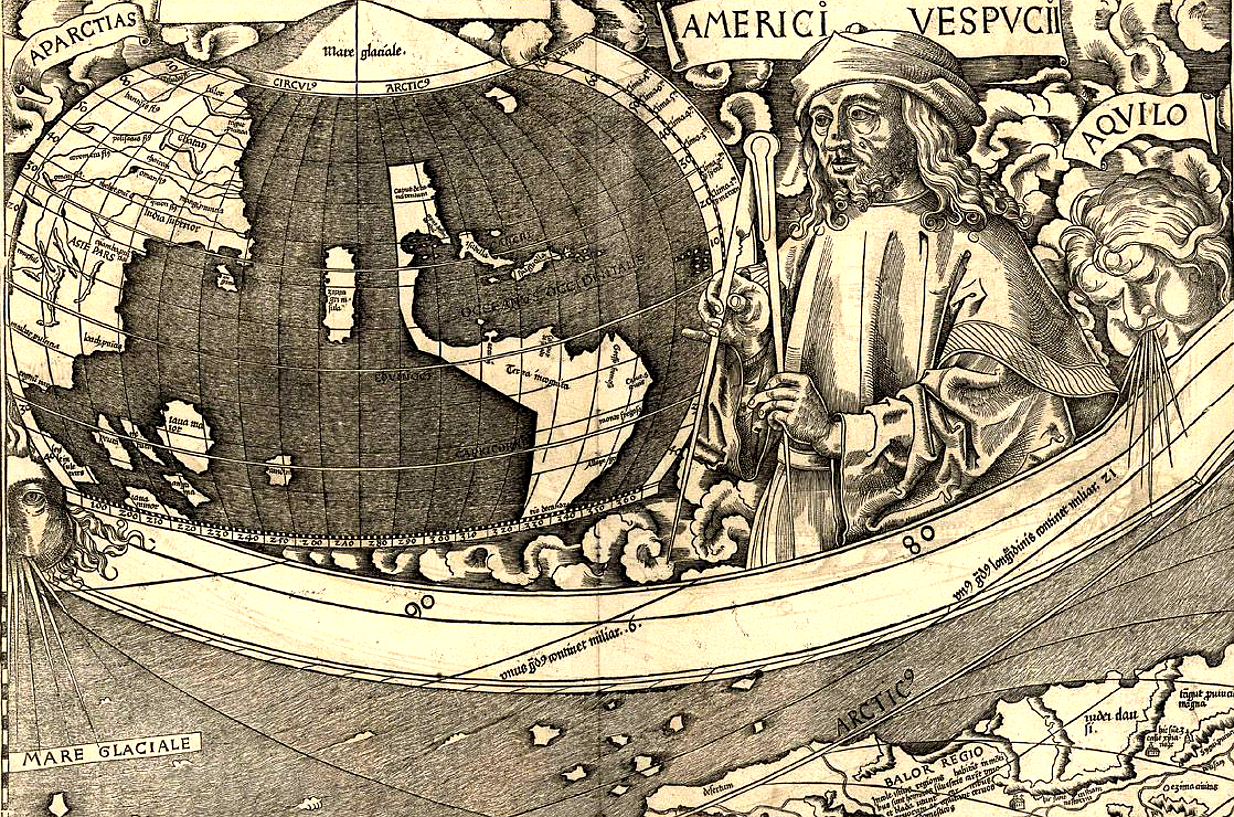
Az „Újvilágot” ábrázoló miniatűr térkép mellett Amerigo Vespucci portréja is illusztrálja az 1507-ben megjelent Waldseemüller-térképet

Az Újvilág az amerikai kontinensre és az azt körülvevő szigetekre használt név. Amikor a kifejezés született, Amerika még új volt az európaiak számára, akik ekkor még úgy hitték, hogy a teljes világ Európából, Ázsiából és Afrikából áll, vagyis az „Óvilágból”. Amerigo Vespucci térképész 1499-ben a spanyol Alonso de Ojeda vezette expedíció navigátoraként részt vett Kolumbusz Kristóf második útján és az 1507-ben megjelent Négy utazás című beszámolójában „Újvilágnak”  (Mundus Novus) nevezte a felfedezett új földrészt. 1507-től kezdve Vespucci keresztneve után Amerikának kezdték nevezni az új kontinenst. Martin Waldseemüller német térképrajzoló 1507-ben kiadott világtérképén már külön ábrázolta az Újvilágot, annak déli részére pedig az „America” feliratot nyomtatta.
Kolumbusz Kristóf útjai és Amerika felfedezése után több európai nagyvárosban utcát neveztek el az újvilágról. Pesten a Semmelweis utca régi neve 1804-től Neue Welt volt, 1830-ban Neue Weltgasse, majd 1866-ban pedig Újvilág utca lett. Varsó egyik fontos utcájának neve ma is Nowy Świat.